# Stipan Zlatović
Stipan Zlatović (Šibenik, 10. listopada 1831. — Šibenik, 11. ožujka 1891.) je bio hrvatski povjesničar, arheolog i teolog.
Studije teologije započeo 1853. godine u Šibeniku, a završio 1856. u Makarskoj. Za vrijeme studija 1854. godine bio je primljen u franjevački red gdje je rukopoložen za svećenika. Za povjerenika Zemaljskoga muzeja u Zagrebu imenovan je 1869. godine. Aktivno je djelovao na jačanju hrvatske nacionalne svijesti u Dalmaciji. Pored teologije i povijesti, bavio se i arheologijom. Svoje radove objavljivao je u časopisima, "Bullettino di archeologia e storia dalmata"; Nada;  Vijenac; Viestnik Hrvatskoga arkeologičkoga družtva. U svojim radovima bavio se antičkim i hrvatskim arheološkim lokalitetima, te pisao priloge o hrvatskim plemićkim obiteljima.
Napisao je djelo Franovci države Presvetog odkupitelja i hrvatski puk u Dalmaciji (1888.). Prikupljao je narodne legende, pjesme i poslovice. Velik broj Zlatovićevih djela sačuvan je u rukopisu. Njegova autobiografija objavljena je pod naslovom "Uspomene moga života" 2007. godine.